# آتش‌سوزی ۲۰۱۷ آپارتمان برانکس
در تاریخ ۲۸ دسامبر ۲۰۱۷ یک آتش‌سوزی در یک مجتمع آپارتمانی در برانکس، نیویورک رخ داد. حداقل ۱۲ کشته شدند و ۶ تن مجروح شدند که حال ۴ تن از آنها وخیم است. این حادثه بدترین آتش‌سوزی تاریخ ایالات متحده بعد از en:Happy Land fire در سال ۱۹۹۰ می‌باشد.